# 올리비에 쿠아펠
올리비에 쿠아펠(프랑스어: Olivier Coipel)은 프랑스의 만화 작가이다. 마블 코믹스의 《하우스 오브 엠》 시리즈, 《토르》 시리즈, 그리고 DC 코믹스의 《리전 오브 슈퍼히어로즈》 시리즈의 작화 담당으로 알려져 있다.

## 저작

### 마블 코믹스
- 《하우스 오브 엠 House of M》 #1-8